# Amagi (Kagoshima)
Amagi (天城町 Amagi-chō?) es un pueblo en la prefectura de Kagoshima, Japón, localizado en las islas Amami,  al sur de la isla de Kyūshū. Tenía una población estimada de 5465 habitantes el 1 de marzo de 2021 y una densidad de población de 68 personas por km².

## Geografía
Amagi ocupa la parte noreste de la isla de Tokunoshima, parte de las islas Amami, de las islas Ryūkyū, unos 460 km al sur de Kagoshima. Limita con el mar de China Oriental al oeste y los pueblos de Tokunoshima al este e Isen al sur.

## Historia
Amagi fue establecida como villa el 1 de abril de 1908. Al igual que con todo Tokunoshima, la aldea pasó a estar bajo la administración de los Estados Unidos desde 1 de julio de 1946 hasta el 25 de diciembre de 1953. El 1 de enero de 1961 Amagi fue ascendida a categoría de pueblo.

## Demografía
Según los datos del censo japonés, la población de Amagi ha disminuido constantemente en los últimos 60 años.
| Gráfica de evolución demográfica de Amagi entre 1940 y 2015 |
|                                                             |
| Oficina de Estadística de Japón                             |